# Arcadia (Nueva York)
Arcadia es un pueblo ubicado en el condado de Wayne en el estado estadounidense de Nueva York. En el año 2000 tenía una población de 14 889 habitantes y una densidad poblacional de 110.5 personas por km².

## Geografía
Arcadia se encuentra ubicado en las coordenadas 42°3′42″N 73°5′16″O / 42.06167, -73.08778.

## Demografía
Según la Oficina del Censo en 2000 los ingresos medios por hogar en la localidad eran de $37 755, y los ingresos medios por familia eran $46 239. Los hombres tenían unos ingresos medios de $32 602 frente a los $24 419 para las mujeres. La renta per cápita para la localidad era de $18 403. Alrededor del 12.9% de la población estaban por debajo del umbral de pobreza.